# Brouwerij 't Koelschip
Brouwerij 't Koelschip is een kleine Nederlandse brouwerij en destilleerderij in Almere in de provincie Flevoland. De brouwerij is lid van CRAFT (voorheen Klein Brouwerij Collectief).

## Bieren
Het bier wordt er gebrouwen volgens het Duitse Reinheitsgebot, dat wil zeggen dat uitsluitend water, mout, hop en gist worden gebruikt. 
- Almere Blond, blond bier met een alcoholpercentage van 5%
- Explosie, robijnrood bier met een alcoholpercentage van 13,9%
- Groene hart, amberkleurig bier met een alcoholpercentage van 5%
- Hopfa Zupfa, donkerblond bier met een alcoholpercentage van 5,5%
- IJsbier, bruin bier met een alcoholpercentage van 7,5%
- Keltisch blond, blond bier met een alcoholpercentage van 6,9%
- Obilix, amberkleurig bier met een alcoholpercentage van 45%
- Rookbier bruin bier met een alcoholpercentage van 5%
- Samichlaus Donker, bruin bier met een alcoholpercentage van 14%
- Samichlaus Hell, blond bier met een alcoholpercentage van 14%
- Skyline Amber, amberkleurig bier met een alcoholpercentage van 5%
- Start the Future, licht amberkleurig bier met een alcoholpercentage van 60%
- Ur Bock, blond bier met een alcoholpercentage van 9,8%

## Zwaarste bier ter wereld
De brouwerij kwam in maart 2010 in het nieuws met Obilix, een bier met een alcoholpercentage van 45%. Zij claimden daarmee het zwaarste bier ter wereld te brouwen tot in datzelfde jaar de Engelse brouwerij Brewdog op de markt kwam met The End of History, een bier met een alcoholpercentage van 55%. Als antwoord bracht de brouwerij het bier Start the Future op de markt, een bier met een alcoholpercentage van 60%. De claim door Koelschip werd echter nooit erkend door Ratebeer, uitgever van de lijst met de sterkste bieren ter wereld, omdat Start the Future werd aangelengd met alcohol om het hoge percentage te bekomen.